# Coppa dei Campioni juniores per club di atletica leggera 2011
La Coppa dei Campioni juniores per club di atletica leggera 2011 si è tenuta il 17 settembre in tre città europee: Castellón, in Spagna, per la finale A, Tuzla, in Bosnia ed Erzegovina per la finale B e Leiria, in Portogallo, per la finale C.

## Classifica generale

### Finale A

#### Uomini
| # | Squadra                      | Punti |
| - | ---------------------------- | ----- |
| 1 | Playas de Castellón          | 103   |
| 2 | Fenerbahçe Spor Kulubu       | 103   |
| 3 | Shaftesburry Barnet Harriers | 83    |
| 4 | TJ Sokol Opava               | 67    |
| 5 | AD Mass Ljubljana            | 59    |
| 6 | Fiamme Gialle Simoni         | 53    |
| 7 | Skive AM                     | 52    |

#### Donne
| # | Squadra                                                  | Punti |
| - | -------------------------------------------------------- | ----- |
| 1 | Audacia Record Atletica                                  | 102,5 |
| 2 | Fenerbahçe Spor Kulübü                                   | 85    |
| 3 | Blackheath & Bromley Harriers & AC LG Erdgas Oberthurgau | 81    |
| 4 | LG Erdgas Oberthurgau                                    | 72    |
| 5 | AC Novi Beograd                                          | 66    |
| 6 | Benacantil Puerto de Alicante                            | 65    |
| 7 | AK Olymp Brno                                            | 60    |

### Finale B

#### Uomini
| #  | Squadra           | Punti |
| -- | ----------------- | ----- |
| 8  | Nike Klaipeda     | 89    |
| 9  | AK Novi Beograd   | 86    |
| 10 | AK Zenica         | 79,5  |
| 11 | Tampereen Pyrintö | 76    |
| 12 | SG Stavbar Nitra  | 71    |
| 13 | PAC               | 67,5  |
| 14 | CoA Lausanne-R.   | 66    |

#### Donne
| #  | Squadra           | Punti |
| -- | ----------------- | ----- |
| 8  | KJK Vike          | 95    |
| 9  | AK SLT            | 89    |
| 10 | Nike Klaipeda     | 80    |
| 11 | Tampereen Pyrintö | 74    |
| 12 | AD Kronos LJ      | 72,5  |
| 13 | AK Spartak D.n.V  | 67,5  |
| 14 | Annecy H.S.A.     | 57,5  |

### Finale C

#### Uomini
| #  | Squadra               | Punti |
| -- | --------------------- | ----- |
| 15 | KJK Vike              | 47    |
| 16 | Leevale               | 34    |
| 17 | Juventude Vidigalense | 33    |

#### Donne
| #  | Squadra               | Punti |
| -- | --------------------- | ----- |
| 15 | Amager Atletik Club   | 42    |
| 16 | Ballymena AC          | 40    |
| 17 | Juventude Vidigalense | 30    |